# Band-e Chāy
Band-e Chāy (persiska: بَندچال, بَند چائی, بند چای) är en ort i Iran.   Den ligger i provinsen Markazi, i den centrala delen av landet, 140 km sydväst om huvudstaden Teheran. Band-e Chāy ligger 1 082 meter över havet och antalet invånare är 410.
Terrängen runt Band-e Chāy är platt åt nordost, men åt sydväst är den kuperad.Runt Band-e Chāy är det ganska tätbefolkat, med 65 invånare per kvadratkilometer. Närmaste större samhälle är Sāveh, 19,0 km nordost om Band-e Chāy. Trakten runt Band-e Chāy består i huvudsak av gräsmarker.